# Saraya
Pour la catcheuse, voir Saraya (catch)
Saraya est une localité du sud-est du Sénégal, chef-lieu du département de Saraya dans la région de Kédougou, non loin de la frontière, d'une part avec le Mali vers l'est, d'autre part avec la Guinée vers le sud.

## Géographie
Saraya se trouve sur un massif de granite birrimien qui porte son nom. Plusieurs petits cours d'eau – tels le Daléma et le sandoundoun – prennent leur source dans ce massif et alimentent le bassin de la Falémé, un affluent de rive gauche du fleuve Sénégal.
Les localités les plus proches sont : Kondokhou, Bembou, Badioula, Diobi, Faraba, Dalafinn, Madieri, Nafadji et Benndiguirailo.
Saraya se trouve à un peu plus d'une soixantaine de kilomètres à l'est du Parc national du Niokolo-Koba.

## Histoire
Le village a été érigé en commune en juillet 2008. Depuis la même date, c'est aussi le chef-lieu du département de Saraya nouvellement créé. 
C'est, historiquement une des nombreuses provinces de l'empire du Mali qui correspond au Dantila, qui veut dire, en malinké, principale langue locale, là où le buffle solitaire ne connait pas la paix. La grande famille des Danfakha, nobles et chefs historiques du Dantila, est celle des grands et réputés chasseurs de grands fauves et de buffles notamment. Les Danfakha sont constitués de trois grandes familles. Ceux de Samboula, de Diallaya et de Makhanya sont les détenteurs historiques du pouvoir politique. Les femmes des Danfakha sont surnommées Damba ou celles qui préparent la viande du buffle solitaire. Les Danfakha cohabitent avec les Samoura, Cissokho, Kanté, Soumaré, Dansokho, Keïta, Diaby, Wagué…
La légende rapporte que l'ancêtre des Danfakha, un très grand chasseur a débarrassé la contrée du grand buffle maléfique qui y semait la terreur et détruisait les récoltes. Aussi, les Danfakha y sont-ils dépositaires et garants de la chefferie traditionnelle et politique. Koliba Danfakha, tirailleur sénégalais, fut le dernier Chef de Canton de Saraya. Grand et prospère agriculteur et éleveur, Il a aussi fondé le village de Madiéry. Cet hameau situé à quelque sept kilomètres de Saraya a été, durant sa vie, florissant à tout point de vue et un centre incontournable de la contrée. Il est décédé en 1990. De sa descendance, on connaît Marakary Danfakha, professeur d’histoire et de géographie qui a enseigné à l’école normale de Mbour avant d’y poursuivre sa carrière comme Censeur puis Proviseur de l’établissement qui est devenu, entretemps, le Lycée Demba Diop jusqu’à sa retraite. Il y a également Ibrahima Danfakha, grand notable et dignitaire à Saraya. Fodéba Danfakha, ancien gendarme et commandant de brigade Major ou encore Sadio Danfakha, technicien supérieur en agriculture. 

## Population
Selon une source officielle, Saraya compte 1 337 habitants et 145 ménages. 